# Scarlat Kretzulescu
Scarlat Kretzulescu/Crețulescu este un fost politician, care a fost primar al Bucureștiului.  Scarlat Kretzulescu a avut înainte de 1848 o carieră strălucitoare. Astfel se înrolează în Armata Rusă de unde în 1831 intră în Armata Română înaintând până la gradul de colonel. Demisionând din armată devine ministrul al cultelor sub Alexandru Ghica. Anul 1848 îl găsește ca întreprinzător al serviciului poștelor.